# Cuevitas (Teksas)
Cuevitas je naseljeno mjesto za statističke potrebe u američkoj saveznoj državi Teksas. Prema popisu stanovništva iz 2010. u njemu je živjelo 40 stanovnika.